# 比约恩·安德松
比约恩·安德松（瑞典語：Björn Andersson，1951年7月20日—），瑞典前男子足球运动员，司职后卫，1972年完成成年国家队首秀。他曾代表瑞典国家队参加1974年国际足联世界杯。